# Aloisia Veit
Aloisia Veit (* 18. Juli 1891 in Pontafel, Österreich-Ungarn; † 6. Dezember 1940 in Alkoven (Oberösterreich)) war eine Nichte 3. Grades Adolf Hitlers und ein Opfer der NS-Krankenmorde.

## Leben
Aloisia Veit entstammte der Linie Schicklgruber, ihre Urgroßmutter väterlicherseits Josepha Schicklgruber und Adolf Hitlers Großmutter väterlicherseits Maria Anna Schicklgruber waren Schwestern. Sie war als Stubenmädchen beschäftigt. Wegen „auffälligen Verhaltens“ wurde sie am 26. Januar 1932 in die Anstalt Am Steinhof in Wien eingewiesen, wo sie neun Jahre in geschlossenen Abteilungen verbrachte. Sie litt laut ihrer Patientenakte unter „schizophrener Geistesstörung, mit Ratlosigkeit und Depression, Zerfahrenheit, Sinnestäuschungen und Wahnideen“.
Am 28. November 1940 wurde sie in die Wiener städtische Heil- und Pflegeanstalt in Ybbs an der Donau abtransportiert und von dort am 6. Dezember 1940 in die NS-Tötungsanstalt Hartheim gebracht und in der dortigen Gaskammer ermordet.
Der in Salzburg lebende amerikanische Historiker Timothy W. Ryback und der Privatforscher Florian M. Beierl recherchierten in Zusammenarbeit mit dem Münchener Gerichtsmediziner Wolfgang Eisenmenger das Schicksal von Aloisia Veit seit August 2004. Sie veröffentlichten ihre Dokumentenfunde 2005.